# Список глав государств в 755 году
Список глав государств в 754 году — 755 год — Список глав государств в 756 году — Список глав государств по годам

## Африка
- Гао — Карей, дья (ок. 750 — ок. 780)
- Ифрикия — 
  - Абд ар-Рахман ибн Хабиб, эмир (745 — 755)
  - Ильяс ибн Хабиб, эмир (755)
  - Хабиб ибн Абд ар-Рахман, эмир (755 — 757)
- Макурия — Абрахам, царь (ок. 748 — ок. 760)
- Некор[англ.] — Идрис I ибн Салих, эмир[англ.] (? - 760)

## Америка
- Дос-Пилас — К'авиль Чан К'инич, царь (741 — 761)
- Мутульское царство (Тикаль) — Икин-Чан-Кавиль, царь (734 — 755/760)
- Шукууп (Копан) — К’ак'-Йипйах-Чан-К’авииль, царь (749 — 763)
- Яшчилан (Пачан) — Яшун-Балам IV, божественный царь (752 — 771)

## Азия
- Абхазия (Абазгия) — Леон I, князь (ок. 745 — 767)
- Аббасидский халифат — Абу Джафар аль-Мансур, халиф (754 — 775)
- Армянский эмират — Сахак VII Багратуни, ишхан (755 — 761)
- Бохай (Пархэ) — Да Циньмао (Вэнь-ван), ван (737 — 793)
- Гилян (Дабюиды) — Хуршид, испахбад (740/741 — 760)
- Грузия — 
  - Картли — Адарнасе III, эрисмтавар (748 — 760)
  - Кахетия — Арчил, князь[англ.] (736 — 786)
  - Тао-Кларджети — Адарнас, князь (742 — 779)
- Дханьявади — Тюрия Кету, царь[англ.] (746 — 788)
- Индия — 
  - Венги (Восточные Чалукья) — 
    - Вишнувардхана III, махараджа (719 — 755)
    - Виджаядитья I, махараджа (755 — 772)

  - Гурджара-Пратихара — Нагабхата I, махараджа (ок. 750 — ок. 780)
  - Западные Ганги — Шрипуруша, махараджа (726 — 788)
  - Кашмир — Муктапида Лалитадитья, махараджа[нем.] (ок. 723 — ок. 760)
  - Пала — Гопала, царь (750 — 770)
  - Паллавы (Анандадеша) — Паллавамалла Нандиварман II, махараджа (733 — 795)
  - Пандья — Мараварман Райясимха I, раджа (735 — 765)
  - Раштракуты — Дантидурга Кхадгавалока, махараджадхираджа (735 — 756)
- Индонезия — 
  - Матарам (Меданг) — Санджайя, шри-махараджа (732 — 760)
  - Сунда — Ракейян Банга, король (739 — 766)
  - Шривиджайя — Дармасету, махараджа (742 — 775)
- Китай (Династия Тан) — Сюань-цзун (Ли Лунцзи), император (712 — 756)
- Наньчжао — Шэньу-хуанди (Мэн Гэлофэн), ван (748 — 779)
- Паган — Хтун Хтвин, король[англ.] (753 — 762)
- Раджарата (Анурадхапура) — Аггабодхи VI, король (741 — 781)
- Силла — Кёндок, ван (742 — 765)
- Табаристан (Баванди) — Сорхаб II, испахбад (752 — 771)
- Тибет — 
  - Тиде Цугцэн, царь (704 — 755)
  - Тисонг Децэн, царь (755 — 797)
- Тюргешский каганат — Тенгри-Ильмыш, каган (753 — 756)
- Тямпа — Рудраварман II, князь (ок. 731 — ок. 758)
- Уйгурский каганат — Моян-чур, каган (747 — 759)
- Ченла — Шамбхуварман, король (730 — 760)
- Япония — Кокэн, императрица (749 — 758)

## Европа
- Аль-Андалуз — Юсуф ибн Абд ар-Рахман аль-Фихри, вали (747 — 756)
- Англия — 
  - Восточная Англия — 
    - Этельберт I, король (749 - ок. 760)
    - Беорна, король (749 - ок. 760)
    - Хун, король (749 - ок. 760)

  - Думнония — Каврдол ап Дифнвел, король (750 — 770)
  - Кент — 
    - Этельберт II, король (725 — 762)
    - Эрдвульф, король (748 — 767)

  - Мерсия — Этельбальд, король (716 — 757)
  - Нортумбрия — Эдберт, король (737 - 758)
  - Уэссекс — Кутред, король (740 — 756)
  - Хвикке — Осред, король (736 — 756)
  - Эссекс — Свитред, король (746 — 758)
- Астурия — Альфонсо I Католик, король (739 — 757)
- Болгарское царство — Кормисош, хан (753 — 756)
- Венецианская республика — 
  - Теодато Ипато, дож (742 — 755)
  - Галла Лупанио, дож (755 — 756)
- Византийская империя — Константин V, император (741 — 775)
  - Неаполь — 
    - Григорий I, герцог (739 - 755)
    - Стефан II, герцог (755 - 766)
- Волжская Булгария — Ирхан, хан (ок. 710 — ок. 765)
- Дания — Сигурд Ринг, король (735 - 756)
- Ирландия — Домналл Миди мак Мурхадо, верховный король (743 — 763)
  - Айлех — Ниалл Фроссах, король (743 — 770)
  - Коннахт — Фергюс I, король (742 — 756)
  - Лейнстер — Фаэлан II мак Мурхада, король (738 — 760)
  - Миде —  Домналл Миди мак Мурхадо, король (743 — 763)
  - Мунстер —  Катуссах мак Этерскел, король (742 — ок. 766)
  - Ольстер — Фиахна мак Аэд, король (750 — 789)
- Лангобардское королевство — Айстульф, король (749 — 756)
  - Беневенто — Лиутпранд, герцог (749 — 758)
  - Сполето — Айстульф, герцог (752 - 756)
  - Фриуль — Петр, герцог (751 - 774)
- Папский престол — Стефан II (III), папа римский (752 — 757)
- Приморская Хорватия — Будимир, князь (740 — 785)
- Уэльс —
  - Брихейниог — Теудр I ап Райн, король (735 — 760)
  - Гвент — 
    - Ител III ап Морган, король (715 — 755)
    - Фарнвайл II ап Ител, король (755 — 775)

  - Гвинед — Карадог ап Мейрион, король (754 — 798)
  - Гливисинг — Гуриад ап Брохвайл, король (755 — 785)
  - Дивед — Теудос ап Райн, король (730 — 760)
  - Поуис — 
    - Элисед ап Гуилог, король (710 — 755)
    - Брохвайл ап Элисед, король (755 — 773)

  - Сейсиллуг — Дивнуал ап Артуис, король (735 — 770)
- Франкское королевство — Пипин Короткий, король (751 - 768)
  - Аквитания и Васкония — Вайфар, герцог (748 — 768)
  - Бавария — Тассилон III, герцог (748 — 788)
  - Макон — Тьерри I, граф (733 — 791)
  - Отён — Тьерри I, граф (733 — 791)
  - Шалон — Адалард, граф (733 — ок. 765)
- Фризия — Гундеболд, король (748 - 760)
- Хазарский каганат — Булан, каган (740 - 760)
- Швеция — Сигурд Ринг, король (ок. 750 - ок. 770)
- Шотландия —
  - Пикты — Энгус I, король (729 — 761)
  - Стратклайд (Альт Клуит) — Думнагуал III, король (754 — 760)

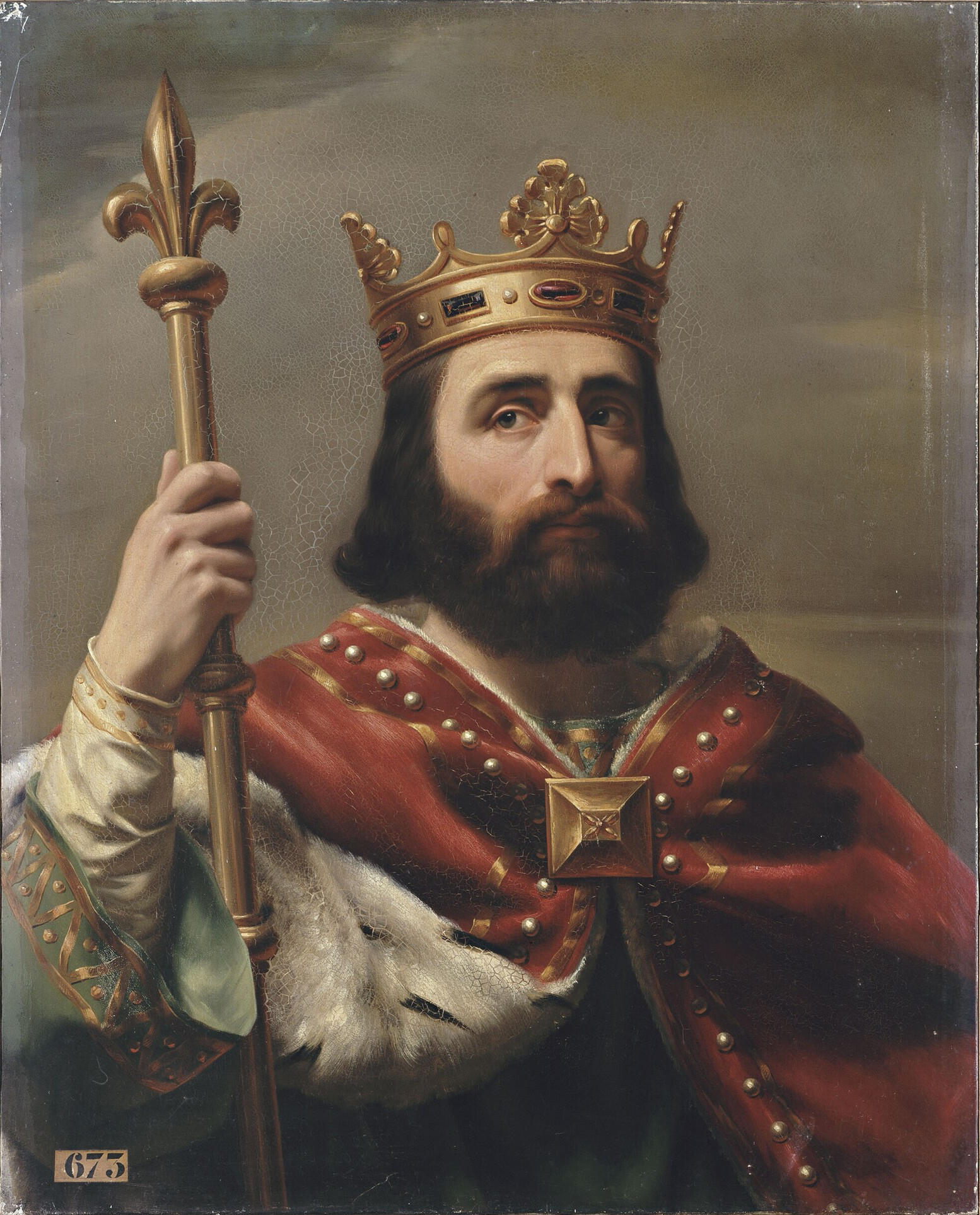
Пипин Короткий 751-768 Король франков
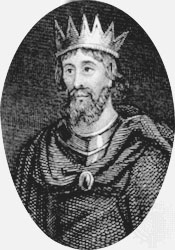
Этельбальд 716-757 Король Мерсии
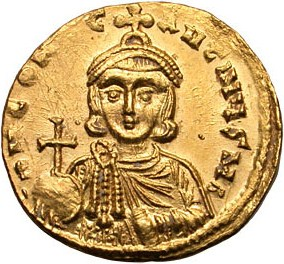
Константин V 741-775 Император Византии
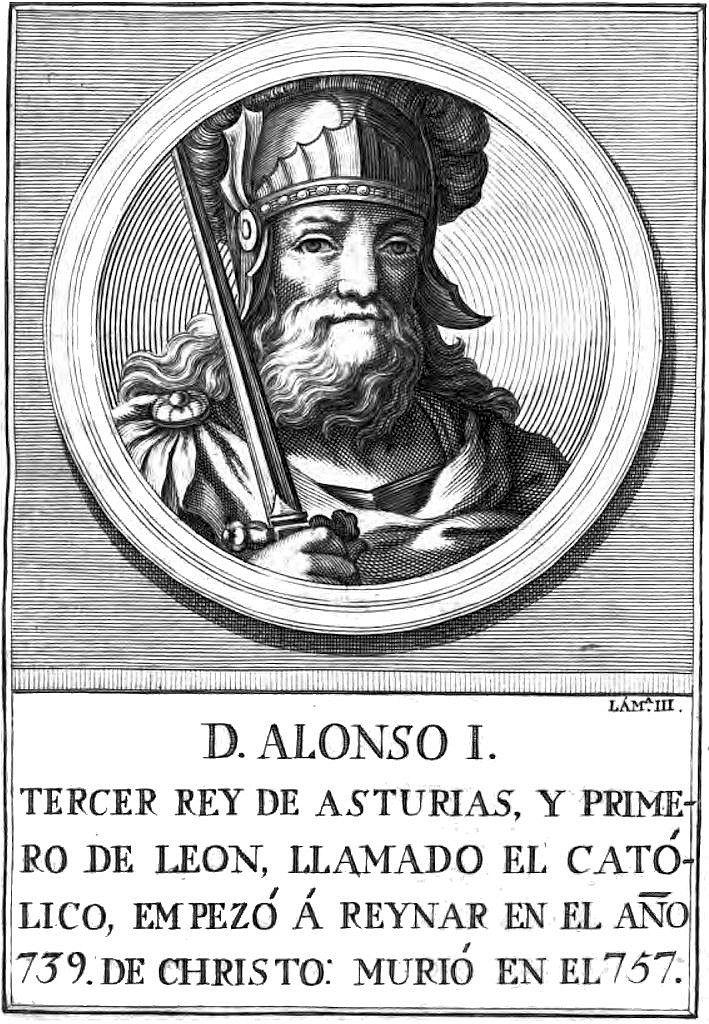
Альфонсо I 739-757 Король Астурии
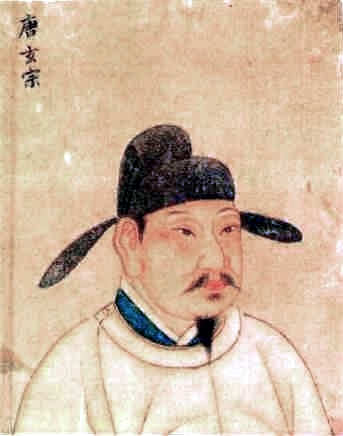
Сюань-цзун 712-756 Император Китая
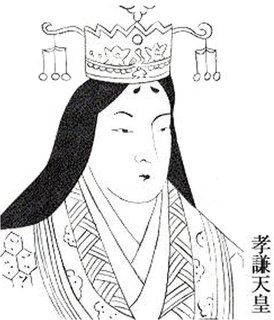
Кокэн 749-758 Императрица Японии
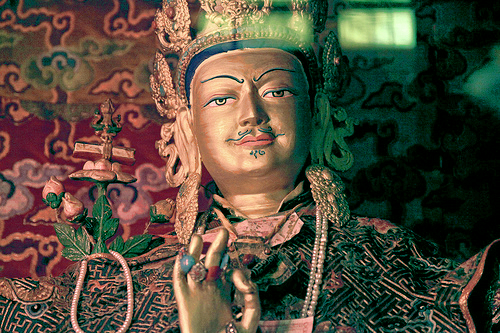
Тисонг Децэн 755-797 Царь Тибета
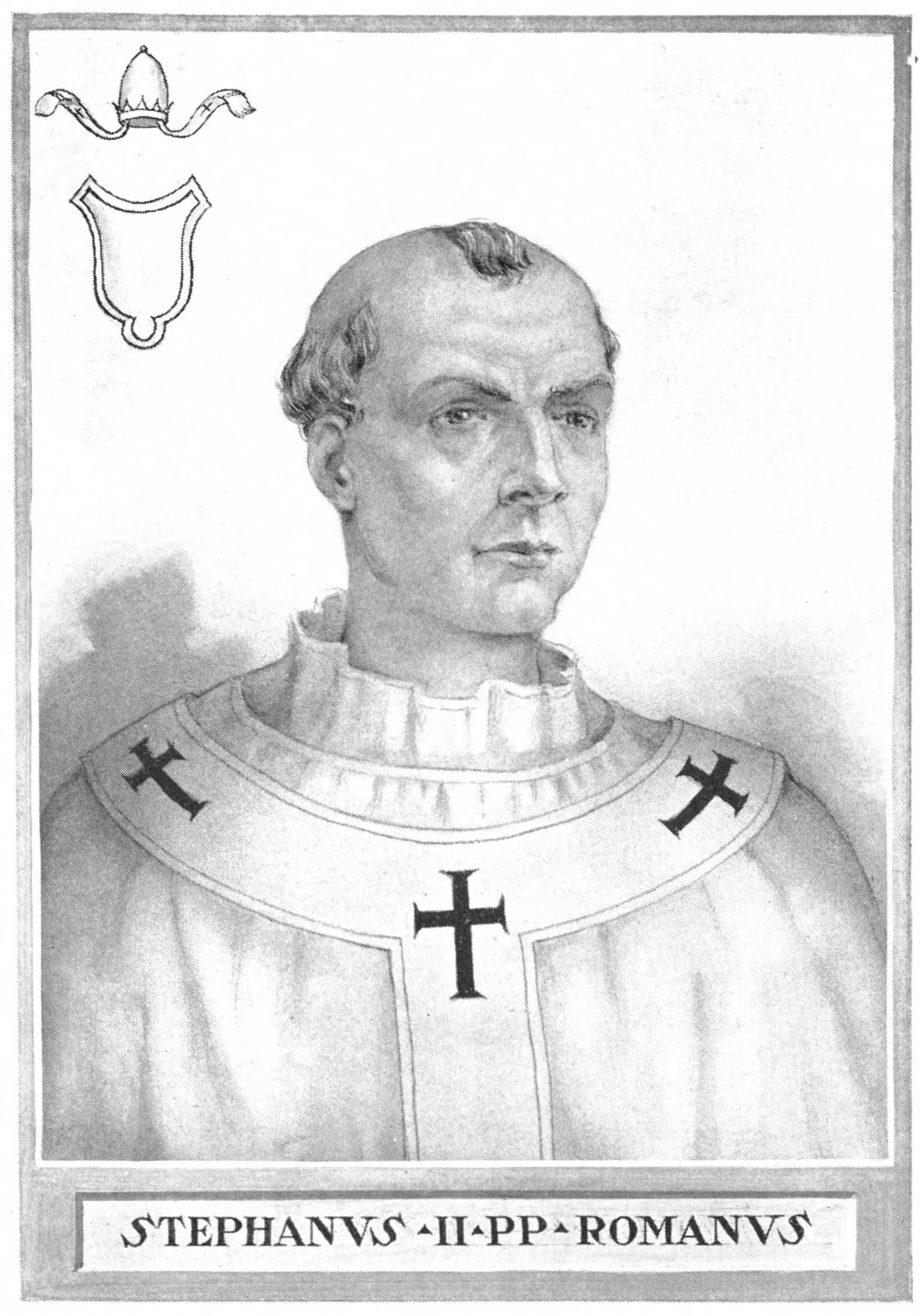
Стефан II (III) 752-757 Папа римский